# Dragan Velikić
Dragan Velikić (Belgrád, 1953. július 3. –) szerb regényíró, novellista, esszéista, volt osztrák nagykövet. A modern Szerbia egyik legismertebb írója. Többek között Gaito Gazdanov, Mihail Bulgakov, Konsztandínosz Kaváfisz, Ivo Andrić és Aleksandar Tišma is hatással volt rá. Velkić legismertebb művei a Ruski prozor és az Islednik című regények, amelyekért mindkettőért NIN-díjat kapott.

## Művei

### Regények
- Via Pula (1988)
- Astragan (1991)
- Hamsin 51 (1993)
- Severni zid (1995)
- Danteov trg (1997)
- Slučaj Bremen (2001)
- Dosije Domaševski (2003)
- Ruski prozor (2007), NIN award(wd)[4]
- Bonavia (2012)
- Islednik (2015), NIN award[5]
- Adresa (2019)

### Elbeszélések
- Pogrešan pokret (1983)
- Staklena bašta (1985)
- Beograd i druge priče (2009)

### Esszék
- Yu-Atlantida (1993)
- Deponija (1994)
- Stanje stvari (1998)
- Pseća pošta (2006)
- O piscima i gradovima (2010)

### Magyarul megjelent
- Dante tér (Danteov trg) – Jelenkor, Pécs, 2001 · ISBN 963676283X · fordította: Csordás Gábor
- Az északi fal (Severni zid) – Forum, Újvidék, 2001 · ISBN 8632305093 · fordította: Borbély János
- A Domaszewsky-dosszié (Dosije Domaševski) – Napkút, Budapest, 2006 · ISBN 9638478381 · fordította: Bognár Antal
- Orosz ablak (Ruski prozor) – Geopen, Budapest, 2009 · ISBN 9789639765641 · fordította: Bognár Antal
- A Bréma-ügy (Slučaj Bremen) – Napkút, Budapest, 2011 · ISBN 9789632631967 · fordította: Bognár Antal
- Asztrahánprém (Astragan) – Napkút, Budapest, 2013 · ISBN 9789632633183 · fordította: Bognár Antal
- Bonavia (Bonavia) – Napkút, Budapest, 2014 · ISBN 9789632634333 · fordította: Bognár Antal
- A nyomolvasó (Islednik) – Európa, Budapest, 2018 · ISBN 9786155724497 · fordította: Bognár Antal

## Fordítás
- Ez a szócikk részben vagy egészben  a   Dragan Velikić című angol Wikipédia-szócikk fordításán alapul.  Az eredeti cikk szerkesztőit annak laptörténete sorolja fel. Ez a jelzés csupán a megfogalmazás eredetét és a szerzői jogokat jelzi, nem szolgál a cikkben szereplő információk forrásmegjelöléseként.

## Lásd még
- Szerb irodalom